# Nina Hagen Band (Album)
Nina Hagen Band ist das Debütalbum der gleichnamigen Band mit Nina Hagen, das im August 1978 erschien.

## Hintergrund
Das Album entstand, nachdem Hagen sich 1977 nach ihrer Übersiedlung aus Ost- nach West-Berlin (mit kurzem Intermezzo in Großbritannien) mit den Musikern Herwig Mitteregger, Reinhold Heil, Bernhard Potschka und Manfred Praeker zusammengefunden hatte und die Band gründete. Es erhielt überwiegend positive Bewertungen in der Musikpresse und gilt als ein bedeutendes Album der deutschen Rockmusik. Viele bezeichnen es als einen Anstoß für die spätere Entstehung der Neuen Deutschen Welle.
Das Album zeichnet sich durch aufwendige Produktion und von Stück zu Stück wechselnde musikalische Stilrichtungen aus. TV-Glotzer (eine Cover-Version des Liedes White Punks on Dope von The Tubes, das von Hagen einen neuen deutschen Text erhielt) und Auf’m Bahnhof Zoo beinhalten Elemente des Rock ’n’ Roll, Heiß ist ein Reggae-Stück, Pank eine schnelle Punk-Nummer und die Lieder Naturträne und Der Spinner sind langsame Rock-Balladen, die durch Nina Hagens schrille, teilweise opernhafte Stimme ins Groteske überzeichnet erscheinen. Alle Texte wurden von Nina Hagen selbst geschrieben und fallen durch ihre skurrile und teils provokante Wortwahl auf. Einige der enthaltenen Lieder sorgten für Kontroversen in der deutschsprachigen Medienwelt. Im Text von Unbeschreiblich weiblich tritt Nina Hagen für Abtreibung ein, in Auf’m Bahnhof Zoo beschreibt sie eine lesbische Begegnung in einer Damentoilette und im Stück Pank singt sie die Zeile „Ich bin nicht deine Fickmaschine, spritz-spritz, das ist’n Witz“.
Das Foto auf der Vorderseite der Albumhülle wurde vom Fotografen und Manager der Nina Hagen Band Jim Rakete aufgenommen. Es zeigt ein nachkoloriertes Schwarzweiß-Porträt von Nina Hagen mit Zigarette zwischen den Lippen. Auf der Rückseite der Albumhülle ist die übrige Band abgebildet, hinter der ein Plakat des Cover-Fotos an einer Mauer hängt. Für das Cover-Design war Friedhelm Meinaß verantwortlich.

## Veröffentlichung
Die Erstveröffentlichung des Album erfolgte am 31. August 1978 in West-Berlin. Erst Wochen später, im September 1978, wurde die Platte in ganz Westdeutschland herausgebracht. Das war eine ausgeklügelte Marketingstrategie des damaligen Managers Jim Rakete.

„Im Plattenhandel gab es wochenlang die Platte nur in West-Berlin. Das hatten wir durchaus beabsichtigt, um einen Sog der westdeutschen Händler auszulösen.“

Irrtümlicherweise wird online oft angenommen, dass das Album viel früher, im Februar 1978, erschienen sei. Sogar Nina Hagen selbst hat 2022 einen Facebook-Post zum 44. Geburtstag des Albums gemacht, in dem sie sich im Datum geirrt hat. Der Post wurde unter anderem von Reinhold Heil, einem ehemaligen Mitglied der Nina Hagen Band, kommentiert, um auf diesen Fehler aufmerksam zu machen.

## Titelliste
Seite 1
1. TV-Glotzer (White Punks on Dope) (Nina Hagen, Michael Evans, Bill Spooner, Roger Steen) – 5:15
2. Rangehn (Hagen, Bernhard Potschka) – 3:27
3. Unbeschreiblich weiblich (Hagen, Manfred Praeker) – 3:30
4. Auf’m Bahnhof Zoo (Hagen, Praeker, Reinhold Heil) – 5:25
5. Naturträne (Hagen) – 4:05

Seite 2
1. Superboy (Hagen, Herwig Mitteregger) – 4:01
2. Heiß (Hagen, Heil, Mitteregger, Potschka, Praeker) – 4:11
3. Fisch im Wasser (Hagen) – 0:51
4. Auf’m Friedhof (Hagen, Mitteregger, Potschka) – 6:15
5. Der Spinner (Hagen, Mitteregger) – 3:15
6. Pank (Hagen, Arianne Forster) – 1:45

## Rezensionen
Die Online-Plattform laut.de widmete Nina Hagen Band im Jahr 2019 einen Beitrag in ihrer Rubrik „Meilensteine“, welche Albumklassikern vorbehalten ist, die „[unabhängig] von Genre-Zuordnungen … jeder Musikfan gehört haben muss“. Das Album wird beschrieben als „monolithisches Referenzwerk, vor Zeitgeist dampfend, hysterisch beseelt, überdreht und immer wieder eine Neuentdeckung wert, so historisch-stilprägend wie Lindenbergs Daumen im Wind, Ton Steine Scherbens Keine Macht für Niemand und Dicke von Westernhagen“. Dabei haben die Texte von Nina Hagen Band „in ihrem Freiheitshunger und der Forderung nach Gleichberechtigung wenig von ihrer Aktualität eingebüßt“.

## Kommerzieller Erfolg

### Chartplatzierungen
| ChartsChartplatzierungen   | Höchstplatzierung | Wochen/ Monate |
| -------------------------- | ----------------- | -------------- |
| Deutschland (GfK)          | 11 (46 Wo.)       | 46 Wo.         |
| Niederlande (Dutch Charts) | 7 (24 Wo.)        | 24 Wo.         |
| Österreich (Ö3)            | 24 (1 Mt.)        | 1 Mt.          |

| ChartsJahrescharts (1979) | Platzierung |
| ------------------------- | ----------- |
| Deutschland (GfK)         | 19          |

### Auszeichnungen für Musikverkäufe
| Land/Region        | Auszeichnungen für Musikverkäufe (Land/Region, Auszeichnung, Verkäufe) | Verkäufe |
| ------------------ | ---------------------------------------------------------------------- | -------- |
| Deutschland (BVMI) | Gold                                                                   | 250.000  |
| Frankreich (SNEP)  | Gold                                                                   | 100.000  |
| Niederlande (NVPI) | Gold                                                                   | 50.000   |
| Insgesamt          | 3× Gold ·                                                              | 400.000  |